# Le megastrutture di Hitler
Le megastrutture di Hitler (Nazi Megastructures e Nazi Mega Weapons in inglese) è un documentario anglo-statunitense che racconta progetti di ingegneria militare della Germania Nazista durante la seconda guerra mondiale. Il programma è andato in onda su National Geographic e PBS. In Italia, è andato sempre in onda su National Geographic, ma anche su Focus.

## Episodi
| Stagione                      | Episodi | Prima TV originale |
| ----------------------------- | ------- | ------------------ |
| 1                             | 6       | 2013               |
| 2                             | 6       | 2015               |
| 3                             | 6       | 2016               |
| 4                             | 6       | 2017               |
| Miniserie (operazione Russia) | 3       | 2018               |
| 5 (l'offensiva Americana)     | 6       | 2019               |
| 6                             | 6       | 2019-2020          |

### Stagione 1 (2013)
| n° | Titolo originale   | Titolo italiano      | Prima TV originale | Argomenti                                                |
| -- | ------------------ | -------------------- | ------------------ | -------------------------------------------------------- |
| 1  | The Atlantic Wall  | Il Muro Atlantico    | 1 luglio 2013      | Vallo Atlantico                                          |
| 2  | U-Boat Base        | Laboratori segreti   | 27 luglio 2013     | Base sommergibili di Lorient                             |
| 3  | V2 Rocket Bases    |                      | 18 novembre 2013   | V2, Centro di ricerca militare di Peenemünde, Mittelwerk |
| 4  | Super Tanks        | Super carri armati   | 2 dicembre 2013    | Tiger I, Tiger II, Panzer VIII Maus                      |
| 5  | Hitler's Jet Caves |                      | 9 dicembre 2013    | Messerschmitt Me 262                                     |
| 6  | Fortress Berlin    | Il bunker del Fuhrer | 16 dicembre 2013   | Battaglia di Berlino, Flakturm, Fuhrerbunker             |

### Stagione 2 (2015)
| n° | Titolo originale               | Titolo italiano               | Prima TV originale | Argomenti                        |
| -- | ------------------------------ | ----------------------------- | ------------------ | -------------------------------- |
| 1  | The Wolf's Lair                | La tana del lupo              | 14 gennaio 2015    | Tana del Lupo                    |
| 2  | Hitler's Megaships             | La mega nave                  | 14 gennaio 2015    | Bismarck, Tirpitz                |
| 3  | Himmler's SS                   | Le SS di Himmler              | 21 gennaio 2015    | Himmler, SS                      |
| 4  | V1: Hitler's Vengeance Missile | V1: Il missile della vendetta | 28 gennaio 2015    | V1                               |
| 5  | Kamikaze Suicide Bombers       | Attacco Kamikaze              | 4 febbraio 2015    | Kamikaze, Kaiten, Yokosuka MXY-7 |
| 6  | Hitler's Siegfried Line        | La Linea Siegfried            | 11 febbraio 2015   | Linea Sigfrido                   |

### Stagione 3 (2016)
| n° | Titolo originale             | Titolo italiano             | Prima TV originale | Argomenti                                                                                         |
| -- | ---------------------------- | --------------------------- | ------------------ | ------------------------------------------------------------------------------------------------- |
| 1  | The Eagle's Nest             | Il Nido dell'Aquila         | 3 maggio 2016      | Kehlsteinhaus, Berghof, Obersalzberg                                                              |
| 2  | Hitler's Island Megafortress |                             | 10 maggio 2016     | Fortificazione tedesca di Guernsey, Fortificazioni di Alderney, Fortificazioni costiere di Jersey |
| 3  | Lighting War Machine         | La Guerra Lampo             | 11 maggio 2016     | Guerra lampo, Junkers Ju 87, Leunawerke                                                           |
| 4  | Hitler's Killer Subs         | Il sottomarino della morte  | 22 giugno 2016     | U-Boot Tipo VII, U-995, V-80, U-Boot Tipo XXI                                                     |
| 5  | Pacific Megaships            | Meganavi                    | 31 maggio 2016     | Yamato, Musashi                                                                                   |
| 6  | Japanese Superfortress       | La superfortezza giapponese | 7 giugno 2016      | Battaglia di Okinawa                                                                              |

### Stagione 4 (2017)
| n° | Titolo originale            | Titolo italiano       | Prima TV originale | Argomenti                                                |
| -- | --------------------------- | --------------------- | ------------------ | -------------------------------------------------------- |
| 1  | Hitler's War Trains         |                       | 2017               | Deutsche Reichsbahn, treni dell'Olocausto, Breitspurbahn |
| 2  | Hitler's Railways of Death  |                       | 2017               | Deutsche Reichsbahn, treni dell'Olocausto, Breitspurbahn |
| 3  | Hitler's Italian Fortress   |                       | 2017               | Linea Gotica                                             |
| 4  | Hitler's Arctic Fortress    | La fortezza norvegese | 2017               | Festung Norwegen                                         |
| 5  | Hitler's Propaganda Machine |                       | 2017               | Propaganda nella Germania Nazista                        |
| 6  | Hitler's Luftwaffe          | La Luftwaffe          | 25 ottobre 2017    | Luftwaffe                                                |

### Miniserie (Operazione Russia) (2018)
| n° | Titolo originale          | Titolo italiano       | Prima TV originale | Argomenti                                           |
| -- | ------------------------- | --------------------- | ------------------ | --------------------------------------------------- |
| 1  | Blitzkrieg in the East    | La grande invasione   | luglio 2018        | Operazione Barbarossa                               |
| 2  | The Battle of Kursk       | La battaglia di Kursk | luglio 2018        | Battaglia di Kursk, T-34, Panzer V Panther, Tiger I |
| 3  | Hitler's Fighting Retreat | La ritirata           | luglio 2018        | Operazione Barbarossa                               |

### Stagione 5 (L'offensiva Americana) (2019)
| n° | Titolo originale         | Titolo italiano                 | Prima TV originale | Argomenti               |
| -- | ------------------------ | ------------------------------- | ------------------ | ----------------------- |
| 1  | Japan's Warrior Code     | B-29: il bombardiere strategico | 16 gennaio 2019    | Battaglia di Saipan     |
| 2  | Japan's Island of Death  | Battaglia di Peleliu            | 23 gennaio 2019    | Battaglia di Peleliu    |
| 3  | D-Day                    | D-Day                           | 21 gennaio 2019    | Sbarco in Normandia     |
| 4  | Pearl Harbor             | Pearl Harbor                    | 6 febbraio 2019    | Attacco di Pearl Harbor |
| 5  | Hitler's Final Offensive | L'offensiva finale di Hitler    | 4 febbraio 2019    | Offensiva delle Ardenne |
| 6  | Fortress Japan           | La fortezza giapponese          | 20 febbraio 2019   | Guerra del pacifico     |

### Stagione 6 (2019-2020)
| n° | Titolo originale                | Titolo italiano              | Prima TV originale | Argomenti               |
| -- | ------------------------------- | ---------------------------- | ------------------ | ----------------------- |
| 1  | Hitler's War on the Skies       | Guerra nei cieli             | 23 novembre 2019   | Difesa del Reich        |
| 2  | Hitler's British Invasion Plan  | Obiettivo Inghilterra        | 30 novembre 2019   | Operazione Leone Marino |
| 3  | Hell Island                     | L'isola infernale            | 7 dicembre 2019    | Campagna di Guadalcanal |
| 4  | Japan's Death Railway           | Ferrovia letale              | 15 dicembre 2019   | Ferrovia della Birmania |
| 5  | Hitler's Desert War             | Guerra nel deserto           | 19 gennaio 2020    | Campagna del Nordafrica |
| 6  | Hitler's Mediterranean Fortress | La fortezza nel Mediterraneo | 28 dicembre 2019   | Operazione Mincemeat    |

## Trasmissione
Il documentario è andato in onda dal 1 luglio 2013 su National Geographic, e negli Stati Uniti su PBS col titolo WWII Mega Weapons. In Italia, è andato in onda su National Geographic. Alcune puntate sono andate in onda anche su Focus.

## Edizioni home video
Il programma ha prodotto dei DVD di tutte le stagioni, inclusa la miniserie.